# Tuvia Beeri
Tuvia Beeri (nacido en 1929 en Checoslovaquia) es un pintor checo-israelí.
Beeri emigró a Israel en 1948. Estudió en 1957 eb el Instituto de arte Oranim en Qiryat Tiv'on, con Marcel Janco y Yaakov Wexler y desde 1961 a 1963 con Johnny Friedlaender en la École des Beaux-Arts en París. En 1963 regresó a Israel para enseñar en la Academia Bezalel de Arte y Diseño en Jerusalén y desde 1964 también grabado en el Instituto Avni en Tel Aviv. 
En 2001 obrutvo el premio Eli Oshorov por su contribución al arte israelí otorgado por la Asociación de pintores y escultores israelíes (IPSA).
Su obra puede verse en el Museo de Israel, Jerusalén, así como en el Museo de arte de Tel Aviv